# Roman Cress
Roman William Cress (* 2. August 1977 in Kaben) ist ein ehemaliger Leichtathlet von den Marshallinseln, der auf den Sprint spezialisiert war.

## Karriere
Bei den Mikronesienspiele 2006 konnte Cress über 200 Meter die Goldmedaille gewinnen.
Bei den Olympischen Spielen 2008 in Peking startete er im 100-Meter-Lauf. Mit einer Zeit von 11,18 s kam er nicht über die Qualifikationsvorrunde hinaus.
Drei Jahre später wurde Cress Ozeanienmeister über 200 Meter und Vizemeister über 100 Meter.

## Privates
Cress Mutter stammt von den Marshallinseln, sein Vater hingegen aus den Vereinigten Staaten. Nach seiner Karriere leitete er die Robbinsdale Middle School in Robbinsdale, Minnesota. Seine Tochter Mariana ist ebenfalls Sprinterin und startete bei den Olympischen Sommerspielen 2016 in Rio de Janeiro.